# 小行星5863
小行星5863（5863 Tara）是一颗围绕太阳公转的小行星。1983年9月7日，卡罗琳·舒梅克、尤金·舒梅克在帕洛马山发现了此天体。
該小行星以印度神話中十慧母之一的度母命名。
这颗小行星的绝对星等为115.3274056222927等。